# Desafío 2025: Desafío del Siglo XXI
Desafío Siglo XXI es la vigésima primera temporada del reality show colombiano Desafío, producido y emitido por Caracol Televisión.
En esta ocasión, nuevamente se cuenta con Andrea Serna como presentadora principal, quien llega a su sexta participación como conductora del programa. Y por segunda vez consecutiva, la modelo y exreina de belleza María Fernanda Aristizábal será la encargada de desempeñar el rol de anfitriona especial.
Del mismo modo que en las ediciones del 2021, 2022 y 2023, un hombre y una mujer se alzarán con la victoria, y los premios a otorgar corresponderán a una suma total de 400 000 000 COP cada uno.
Como parte de las novedades de esta edición, Caracol Televisión lanzará contenido exclusivo a través de su plataforma digital, Ditu, bajo el nombre de Pre Desafío y Post Desafío, sin filtro, el cual serán espacios en vivo antes y después de cada episodio televisado, presentados por el periodista Esteban Hernández y la exparticipante Kelly Ríos "Guajira".

## Participantes
| Etapa 2 | Etapa 2      | Etapa 2      | Etapa 2 | Etapa 2 | Etapa 2                                                       | Etapa 2 | Etapa 2                 | Etapa 2 | Etapa 2 | Etapa 2 | Etapa 2 | Etapa 2 | Etapa 2 | Etapa 2 | Etapa 2 | Etapa 2 | Etapa 2 | Etapa 2 | Etapa 2 | Etapa 2 | Etapa 2 | Etapa 2 | Etapa 2 | Etapa 2 | Etapa 2 | Etapa 2 | Etapa 2 | Etapa 2 | Etapa 2 | Etapa 2 | Etapa 2 | Etapa 2 | Etapa 2 | Etapa 2 | Etapa 2 | Etapa 2 | Etapa 2 | Etapa 2 | Etapa 2 | Etapa 2 | Etapa 2 | Etapa 2 | Etapa 2 | Etapa 2 | Etapa 2 | Etapa 2 | Etapa 2 | Etapa 2 | Etapa 2 | Etapa 2 | Etapa 2 | Etapa 2 | Etapa 2 | Etapa 2 | Etapa 2 | Etapa 2 | Etapa 2 | Etapa 2 | Etapa 2 | Etapa 2 | Etapa 2 | Etapa 2 | Etapa 2 | Etapa 2 | Etapa 2 | Etapa 2 | Etapa 2 | Etapa 2 | Etapa 2 | Etapa 2 | Etapa 2 | Etapa 2 | Etapa 2 | Etapa 2 | Etapa 2 | Etapa 2 | Etapa 2 | Etapa 2 | Etapa 2 | Etapa 2 | Etapa 2 | Etapa 2 | Etapa 2 | Etapa 2 | Etapa 2 | Etapa 2 | Etapa 2 | Etapa 2 | Etapa 2 | Etapa 2 | Etapa 2 | Etapa 2 |
| Puesto  | Participante | Participante | Participante                                                                                                  | Edad    | Resultado                                                     | Sent.   | Duración (en capítulos) | Ref.    |         |         |         |         |         |         |         |         |         |         |         |         |         |         |         |         |         |         |         |         |         |         |         |         |         |         |         |         |         |         |         |         |         |         |         |         |         |         |         |         |         |         |         |         |         |         |         |         |         |         |         |         |         |         |         |         |         |         |         |         |         |         |         |         |         |         |         |         |         |         |         |         |         |         |         |         |         |         |         |         |         |         |         |         |
| ------- | ------------ | ------------ | --- | ------- | ------------------------------------------------------------- | ------- | ----------------------- | ------- | ------- | ------- | ------- | ------- | ------- | ------- | ------- | ------- | ------- | ------- | ------- | ------- | ------- | ------- | ------- | ------- | ------- | ------- | ------- | ------- | ------- | ------- | ------- | ------- | ------- | ------- | ------- | ------- | ------- | ------- | ------- | ------- | ------- | ------- | ------- | ------- | ------- | ------- | ------- | ------- | ------- | ------- | ------- | ------- | ------- | ------- | ------- | ------- | ------- | ------- | ------- | ------- | ------- | ------- | ------- | ------- | ------- | ------- | ------- | ------- | ------- | ------- | ------- | ------- | ------- | ------- | ------- | ------- | ------- | ------- | ------- | ------- | ------- | ------- | ------- | ------- | ------- | ------- | ------- | ------- | ------- | ------- | ------- | ------- |
|         |              |              | Eleazar Betancur Zulia / Entrenador de consciencia física y mentor.                                           | 36      | En competencia                                                | 2       | 0 días (Capítulo 1)     |         |         |         |         |         |         |         |         |         |         |         |         |         |         |         |         |         |         |         |         |         |         |         |         |         |         |         |         |         |         |         |         |         |         |         |         |         |         |         |         |         |         |         |         |         |         |         |         |         |         |         |         |         |         |         |         |         |         |         |         |         |         |         |         |         |         |         |         |         |         |         |         |         |         |         |         |         |         |         |         |         |         |         |         |         |
|         |              |              | Gerónimo Angel "Gero" Buenos Aires / Cantante, compositor, actor y bailarín.                                  | 24      | En competencia                                                | 2       | 0 días (Capítulo 1)     |         |         |         |         |         |         |         |         |         |         |         |         |         |         |         |         |         |         |         |         |         |         |         |         |         |         |         |         |         |         |         |         |         |         |         |         |         |         |         |         |         |         |         |         |         |         |         |         |         |         |         |         |         |         |         |         |         |         |         |         |         |         |         |         |         |         |         |         |         |         |         |         |         |         |         |         |         |         |         |         |         |         |         |         |         |
|         |              |              | Leonel Heredia Moreno "Leo" Turbo (Antioquia) / Modelo, actor, deportista y creador de contenido.             | 29      | En competencia                                                | 1       | 0 días (Capítulo 1)     |         |         |         |         |         |         |         |         |         |         |         |         |         |         |         |         |         |         |         |         |         |         |         |         |         |         |         |         |         |         |         |         |         |         |         |         |         |         |         |         |         |         |         |         |         |         |         |         |         |         |         |         |         |         |         |         |         |         |         |         |         |         |         |         |         |         |         |         |         |         |         |         |         |         |         |         |         |         |         |         |         |         |         |         |         |
|         |              |              | Luis Daniel Vergel Peña "Lucho" Barranquilla / Modelo, creador de contenido y estudiante de Odontología.      | 23      | En competencia                                                | 2       | 0 días (Capítulo 1)     |         |         |         |         |         |         |         |         |         |         |         |         |         |         |         |         |         |         |         |         |         |         |         |         |         |         |         |         |         |         |         |         |         |         |         |         |         |         |         |         |         |         |         |         |         |         |         |         |         |         |         |         |         |         |         |         |         |         |         |         |         |         |         |         |         |         |         |         |         |         |         |         |         |         |         |         |         |         |         |         |         |         |         |         |         |
|         |              |              | Deisy Esmeralda Fajardo Rojas Palmira (Valle) / Modelo fitness, barbera y emprendedora.                       | 22      | En competencia                                                | 1       | 0 días (Capítulo 1)     |         |         |         |         |         |         |         |         |         |         |         |         |         |         |         |         |         |         |         |         |         |         |         |         |         |         |         |         |         |         |         |         |         |         |         |         |         |         |         |         |         |         |         |         |         |         |         |         |         |         |         |         |         |         |         |         |         |         |         |         |         |         |         |         |         |         |         |         |         |         |         |         |         |         |         |         |         |         |         |         |         |         |         |         |         |
|         |              |              | Manuela Gómez Medellín / Administradora de negocios y atleta de crossfit.                                     | 23      | En competencia                                                | 2       | 0 días (Capítulo 1)     |         |         |         |         |         |         |         |         |         |         |         |         |         |         |         |         |         |         |         |         |         |         |         |         |         |         |         |         |         |         |         |         |         |         |         |         |         |         |         |         |         |         |         |         |         |         |         |         |         |         |         |         |         |         |         |         |         |         |         |         |         |         |         |         |         |         |         |         |         |         |         |         |         |         |         |         |         |         |         |         |         |         |         |         |         |
|         |              |              | Valentina Benincore Girardot (Cundinamarca) /Comunicadora social en formación y creadora de contenido.        | 25      | En competencia                                                | 1       | 0 días (Capítulo 1)     |         |         |         |         |         |         |         |         |         |         |         |         |         |         |         |         |         |         |         |         |         |         |         |         |         |         |         |         |         |         |         |         |         |         |         |         |         |         |         |         |         |         |         |         |         |         |         |         |         |         |         |         |         |         |         |         |         |         |         |         |         |         |         |         |         |         |         |         |         |         |         |         |         |         |         |         |         |         |         |         |         |         |         |         |         |
|         |              |              | Valentina Zuluaga Montilla "Tina" Manizales /Abogada, asesora jurídica y creadora de contenido.               | 26      | En competencia                                                | 2       | 0 días (Capítulo 1)     |         |         |         |         |         |         |         |         |         |         |         |         |         |         |         |         |         |         |         |         |         |         |         |         |         |         |         |         |         |         |         |         |         |         |         |         |         |         |         |         |         |         |         |         |         |         |         |         |         |         |         |         |         |         |         |         |         |         |         |         |         |         |         |         |         |         |         |         |         |         |         |         |         |         |         |         |         |         |         |         |         |         |         |         |         |
|         |              |              | Anthony Zambrano Barranquilla / Medallista olímpico en 400 m planos.                                          | 27      | En competencia                                                | 1       | 0 días (Capítulo 1)     |         |         |         |         |         |         |         |         |         |         |         |         |         |         |         |         |         |         |         |         |         |         |         |         |         |         |         |         |         |         |         |         |         |         |         |         |         |         |         |         |         |         |         |         |         |         |         |         |         |         |         |         |         |         |         |         |         |         |         |         |         |         |         |         |         |         |         |         |         |         |         |         |         |         |         |         |         |         |         |         |         |         |         |         |         |
|         |              |              | Cristian Orozco "Cris" Buga (Valle) / Exmilitar, deportista de ultra resistencia y director de una fundación. | 44      | En competencia                                                | 2       | 0 días (Capítulo 1)     |         |         |         |         |         |         |         |         |         |         |         |         |         |         |         |         |         |         |         |         |         |         |         |         |         |         |         |         |         |         |         |         |         |         |         |         |         |         |         |         |         |         |         |         |         |         |         |         |         |         |         |         |         |         |         |         |         |         |         |         |         |         |         |         |         |         |         |         |         |         |         |         |         |         |         |         |         |         |         |         |         |         |         |         |         |
|         |              |              | Guillaume George Dubs "Gio" Aviñón / Exmilitar, modelo, actor y entrenador deportivo.                         | 31      | En competencia                                                | 1       | 0 días (Capítulo 1)     |         |         |         |         |         |         |         |         |         |         |         |         |         |         |         |         |         |         |         |         |         |         |         |         |         |         |         |         |         |         |         |         |         |         |         |         |         |         |         |         |         |         |         |         |         |         |         |         |         |         |         |         |         |         |         |         |         |         |         |         |         |         |         |         |         |         |         |         |         |         |         |         |         |         |         |         |         |         |         |         |         |         |         |         |         |
|         |              |              | José Manuel Maldonado Zapata "Rata" Andes (Antioquia) / Atleta elite de OCR.                                  | 24      | En competencia                                                | 1       | 0 días (Capítulo 1)     |         |         |         |         |         |         |         |         |         |         |         |         |         |         |         |         |         |         |         |         |         |         |         |         |         |         |         |         |         |         |         |         |         |         |         |         |         |         |         |         |         |         |         |         |         |         |         |         |         |         |         |         |         |         |         |         |         |         |         |         |         |         |         |         |         |         |         |         |         |         |         |         |         |         |         |         |         |         |         |         |         |         |         |         |         |
|         |              |              | Enailis Rosa Mejía Ruiz Chiriguaná (César) / Psicóloga, deportista y creadora de contenido.                   | 27      | En competencia                                                | 1       | 0 días (Capítulo 1)     |         |         |         |         |         |         |         |         |         |         |         |         |         |         |         |         |         |         |         |         |         |         |         |         |         |         |         |         |         |         |         |         |         |         |         |         |         |         |         |         |         |         |         |         |         |         |         |         |         |         |         |         |         |         |         |         |         |         |         |         |         |         |         |         |         |         |         |         |         |         |         |         |         |         |         |         |         |         |         |         |         |         |         |         |         |
|         |              |              | Grecia Alexandra Viloria Ramírez Cúcuta / Ingeniera industrial, modelo y presentadora.                        | 28      | En competencia                                                | 1       | 0 días (Capítulo 1)     |         |         |         |         |         |         |         |         |         |         |         |         |         |         |         |         |         |         |         |         |         |         |         |         |         |         |         |         |         |         |         |         |         |         |         |         |         |         |         |         |         |         |         |         |         |         |         |         |         |         |         |         |         |         |         |         |         |         |         |         |         |         |         |         |         |         |         |         |         |         |         |         |         |         |         |         |         |         |         |         |         |         |         |         |         |
|         |              |              | Mercedes Isabel Pérez "Mencho" Santa Marta / Campeona mundial en levantamiento de pesas.                      | 37      | En competencia                                                | 1       | 0 días (Capítulo 1)     |         |         |         |         |         |         |         |         |         |         |         |         |         |         |         |         |         |         |         |         |         |         |         |         |         |         |         |         |         |         |         |         |         |         |         |         |         |         |         |         |         |         |         |         |         |         |         |         |         |         |         |         |         |         |         |         |         |         |         |         |         |         |         |         |         |         |         |         |         |         |         |         |         |         |         |         |         |         |         |         |         |         |         |         |         |
|         |              |              | Yudisa Andrea Martínez Lemos Pradera (Valle) / Campeona nacional y sudamericana en Heptatlón.                 | 18      | En competencia                                                | 1       | 0 días (Capítulo 1)     |         |         |         |         |         |         |         |         |         |         |         |         |         |         |         |         |         |         |         |         |         |         |         |         |         |         |         |         |         |         |         |         |         |         |         |         |         |         |         |         |         |         |         |         |         |         |         |         |         |         |         |         |         |         |         |         |         |         |         |         |         |         |         |         |         |         |         |         |         |         |         |         |         |         |         |         |         |         |         |         |         |         |         |         |         |
|         |              |              | Alan Baleta "Potro" Barranquilla / Boxeador profesional y entrenador de boxeo.                                | 23      | En competencia                                                | 2       | 0 días (Capítulo 1)     |         |         |         |         |         |         |         |         |         |         |         |         |         |         |         |         |         |         |         |         |         |         |         |         |         |         |         |         |         |         |         |         |         |         |         |         |         |         |         |         |         |         |         |         |         |         |         |         |         |         |         |         |         |         |         |         |         |         |         |         |         |         |         |         |         |         |         |         |         |         |         |         |         |         |         |         |         |         |         |         |         |         |         |         |         |
|         |              |              | Camilo Andrés García Barranquilla / Profesional en educación física y modelo.                                 | 28      | En competencia                                                | 1       | 0 días (Capítulo 1)     |         |         |         |         |         |         |         |         |         |         |         |         |         |         |         |         |         |         |         |         |         |         |         |         |         |         |         |         |         |         |         |         |         |         |         |         |         |         |         |         |         |         |         |         |         |         |         |         |         |         |         |         |         |         |         |         |         |         |         |         |         |         |         |         |         |         |         |         |         |         |         |         |         |         |         |         |         |         |         |         |         |         |         |         |         |
|         |              |              | Juan Andrés Díaz Hurtado Andes (Antioquia) / Entrenador, modelo y licenciado en Educación Física.             | 29      | En competencia                                                | 1       | 0 días (Capítulo 1)     |         |         |         |         |         |         |         |         |         |         |         |         |         |         |         |         |         |         |         |         |         |         |         |         |         |         |         |         |         |         |         |         |         |         |         |         |         |         |         |         |         |         |         |         |         |         |         |         |         |         |         |         |         |         |         |         |         |         |         |         |         |         |         |         |         |         |         |         |         |         |         |         |         |         |         |         |         |         |         |         |         |         |         |         |         |
|         |              |              | Katiuska Bula Barranquilla / Medallista nacional en levantamiento de pesas.                                   | 26      | En competencia                                                | 1       | 0 días (Capítulo 1)     |         |         |         |         |         |         |         |         |         |         |         |         |         |         |         |         |         |         |         |         |         |         |         |         |         |         |         |         |         |         |         |         |         |         |         |         |         |         |         |         |         |         |         |         |         |         |         |         |         |         |         |         |         |         |         |         |         |         |         |         |         |         |         |         |         |         |         |         |         |         |         |         |         |         |         |         |         |         |         |         |         |         |         |         |         |
|         |              |              | María Camila Chacón Herrera Villavicencio / Abogada y reina internacional del joropo.                         | 26      | En competencia                                                | 2       | 0 días (Capítulo 1)     |         |         |         |         |         |         |         |         |         |         |         |         |         |         |         |         |         |         |         |         |         |         |         |         |         |         |         |         |         |         |         |         |         |         |         |         |         |         |         |         |         |         |         |         |         |         |         |         |         |         |         |         |         |         |         |         |         |         |         |         |         |         |         |         |         |         |         |         |         |         |         |         |         |         |         |         |         |         |         |         |         |         |         |         |         |
|         |              |              | Miryan Daniela Hernández García El Dovio (Valle) / Emprendedora y promotora ambiental.                        | 24      | En competencia                                                | 2       | 0 días (Capítulo 1)     |         |         |         |         |         |         |         |         |         |         |         |         |         |         |         |         |         |         |         |         |         |         |         |         |         |         |         |         |         |         |         |         |         |         |         |         |         |         |         |         |         |         |         |         |         |         |         |         |         |         |         |         |         |         |         |         |         |         |         |         |         |         |         |         |         |         |         |         |         |         |         |         |         |         |         |         |         |         |         |         |         |         |         |         |         |
| 23      |              |              | Sathya Vanessa Díaz Velandia Bogotá / Campeona nacional de Street Workout.                                    | 22      | 6.ta Eliminada En prueba de agilidad, destreza y equilibrio   | 3       | 24 días (Capítulo 33)   | [ 5 ]   |         |         |         |         |         |         |         |         |         |         |         |         |         |         |         |         |         |         |         |         |         |         |         |         |         |         |         |         |         |         |         |         |         |         |         |         |         |         |         |         |         |         |         |         |         |         |         |         |         |         |         |         |         |         |         |         |         |         |         |         |         |         |         |         |         |         |         |         |         |         |         |         |         |         |         |         |         |         |         |         |         |         |         |         |
| 24      |              |              | Gerson Andrey Díaz Morales "Andrey" Bogotá / Diseñador de joyas y creador de contenido.                       | 24      | 5.to Eliminado En prueba de agilidad, destreza y equilibrio   | 2       | 21 días (Capítulo 28)   | [ 6 ]   |         |         |         |         |         |         |         |         |         |         |         |         |         |         |         |         |         |         |         |         |         |         |         |         |         |         |         |         |         |         |         |         |         |         |         |         |         |         |         |         |         |         |         |         |         |         |         |         |         |         |         |         |         |         |         |         |         |         |         |         |         |         |         |         |         |         |         |         |         |         |         |         |         |         |         |         |         |         |         |         |         |         |         |         |
| Etapa 1 |              |              | |         |                                                               |         |                         |         |         |         |         |         |         |         |         |         |         |         |         |         |         |         |         |         |         |         |         |         |         |         |         |         |         |         |         |         |         |         |         |         |         |         |         |         |         |         |         |         |         |         |         |         |         |         |         |         |         |         |         |         |         |         |         |         |         |         |         |         |         |         |         |         |         |         |         |         |         |         |         |         |         |         |         |         |         |         |         |         |         |         |         |         |
| 26/25   |              |              | Daniela Zuluaga Montilla Manizales /Odontóloga, deportista y creadora de contenido.                           | 26      | 4.tos Eliminados En prueba de agilidad, destreza y equilibrio | 2       | 16 días (Capítulo 21)   | [ 7 ]   |         |         |         |         |         |         |         |         |         |         |         |         |         |         |         |         |         |         |         |         |         |         |         |         |         |         |         |         |         |         |         |         |         |         |         |         |         |         |         |         |         |         |         |         |         |         |         |         |         |         |         |         |         |         |         |         |         |         |         |         |         |         |         |         |         |         |         |         |         |         |         |         |         |         |         |         |         |         |         |         |         |         |         |         |
| 26/25   |              |              | Harvey Abrahan Andrés Flórez Vaderrama Bucaramanga /Creador de contenido, entrenador personal y arquitecto.   | 26      | 4.tos Eliminados En prueba de agilidad, destreza y equilibrio | 1       | 16 días (Capítulo 21)   | [ 7 ]   |         |         |         |         |         |         |         |         |         |         |         |         |         |         |         |         |         |         |         |         |         |         |         |         |         |         |         |         |         |         |         |         |         |         |         |         |         |         |         |         |         |         |         |         |         |         |         |         |         |         |         |         |         |         |         |         |         |         |         |         |         |         |         |         |         |         |         |         |         |         |         |         |         |         |         |         |         |         |         |         |         |         |         |         |
| 28/27   |              |              | Isabel Cristina Carvajal Castaño "Isa" Bello (Antioquia) / Modelo Webcam y creadora de contenido.             | 27      | 3.ros Eliminados En prueba de agilidad, destreza y equilibrio | 1       | 13 días (Capítulo 16)   | [ 8 ]   |         |         |         |         |         |         |         |         |         |         |         |         |         |         |         |         |         |         |         |         |         |         |         |         |         |         |         |         |         |         |         |         |         |         |         |         |         |         |         |         |         |         |         |         |         |         |         |         |         |         |         |         |         |         |         |         |         |         |         |         |         |         |         |         |         |         |         |         |         |         |         |         |         |         |         |         |         |         |         |         |         |         |         |         |
| 28/27   |              |              | Julio Alberto Sánchez Cortés Acacías (Meta) / Entrenador, salvavidas y modelo.                                | 29      | 3.ros Eliminados En prueba de agilidad, destreza y equilibrio | 1       | 13 días (Capítulo 16)   | [ 8 ]   |         |         |         |         |         |         |         |         |         |         |         |         |         |         |         |         |         |         |         |         |         |         |         |         |         |         |         |         |         |         |         |         |         |         |         |         |         |         |         |         |         |         |         |         |         |         |         |         |         |         |         |         |         |         |         |         |         |         |         |         |         |         |         |         |         |         |         |         |         |         |         |         |         |         |         |         |         |         |         |         |         |         |         |         |
| 29      |              |              | Claudia Milena Díaz Llanos Ibagué /Modelo y estudiante de comunicación social.                                | 27      | Renuncia a la competencia.                                    | 1       | 13 días (Capítulo 16)   | [ 9 ]   |         |         |         |         |         |         |         |         |         |         |         |         |         |         |         |         |         |         |         |         |         |         |         |         |         |         |         |         |         |         |         |         |         |         |         |         |         |         |         |         |         |         |         |         |         |         |         |         |         |         |         |         |         |         |         |         |         |         |         |         |         |         |         |         |         |         |         |         |         |         |         |         |         |         |         |         |         |         |         |         |         |         |         |         |
| 30      |              |              | Kevin Daniel Sánchez García "Magic" Pereira / Creador de contenido para adultos, modelo y empresario.         | 28      | 2.do Eliminado En prueba de agilidad, destreza y equilibrio   | 1       | 9 días (Capítulo 11)    | [ 10 ]  |         |         |         |         |         |         |         |         |         |         |         |         |         |         |         |         |         |         |         |         |         |         |         |         |         |         |         |         |         |         |         |         |         |         |         |         |         |         |         |         |         |         |         |         |         |         |         |         |         |         |         |         |         |         |         |         |         |         |         |         |         |         |         |         |         |         |         |         |         |         |         |         |         |         |         |         |         |         |         |         |         |         |         |         |
| 31      |              |              | Camila Arrastía Calderón "Cami" Bogotá / Nutricionista, dietista y entrenador deportiva.                      | 25      | Lesionada Abandona la competencia por lesión.                 | 0       | 8 días (Capítulo 10)    | [ 11 ]  |         |         |         |         |         |         |         |         |         |         |         |         |         |         |         |         |         |         |         |         |         |         |         |         |         |         |         |         |         |         |         |         |         |         |         |         |         |         |         |         |         |         |         |         |         |         |         |         |         |         |         |         |         |         |         |         |         |         |         |         |         |         |         |         |         |         |         |         |         |         |         |         |         |         |         |         |         |         |         |         |         |         |         |         |
| 32      |              |              | Mario Alejandro Pineda Diez Palmira (Valle) / Exmilitar y atleta adaptado.                                    | 39      | 1.er Eliminado En prueba de agilidad, destreza y equilibrio   | 1       | 6 días (Capítulo 6)     | [ 12 ]  |         |         |         |         |         |         |         |         |         |         |         |         |         |         |         |         |         |         |         |         |         |         |         |         |         |         |         |         |         |         |         |         |         |         |         |         |         |         |         |         |         |         |         |         |         |         |         |         |         |         |         |         |         |         |         |         |         |         |         |         |         |         |         |         |         |         |         |         |         |         |         |         |         |         |         |         |         |         |         |         |         |         |         |         |

1. ↑  Sathya Diaz fue la primera eliminada, regresó a la competencia en reemplazo de Camila Arrastia, estuvo 1 día fuera de la competencia.
2. ↑  Daniela Zuluaga fue la segunda eliminada, regresó a la competencia en reemplazo de Claudia Diaz por renuncia, estuvo 4 días fuera de la competencia.

| - Capítulo 1 hasta el Capítulo 22 Participante del equipo Alpha. Participante del equipo Beta. Participante del equipo Gamma. Participante del equipo Omega. | - Capítulo 22 hasta el Capítulo Participante del equipo Alpha. Participante del equipo Gamma. Participante del equipo Omega. |

## Resultados generales
|  |  | Eleazar   | Sentenciado | Continúa    | Continúa    | Continúa    | Continúa    | Salvado     | Continúa    |             |  |  |  |  |  |  |  |  |  |  |  |  |  |  |  |  |  |  |  |  |  |  |  |  |  |  |  |  |  |  |  |  |  |  |  |  |  |  |  |  |  |  |  |  |  |  |  |  |  |  |  |  |  |  |  |  |  |  |  |  |  |  |  |  |  |  |  |  |  |  |  |  |  |  |  |  |  |  |  |  |  |  |  |  |  |  |  |  |  |  |  |  |  |  |  |  |  |
|  |  | Gero      | Sentenciado | Sentenciado | Sentenciado | Continúa    | Continúa    | Continúa    | Continúa    |             |  |  |  |  |  |  |  |  |  |  |  |  |  |  |  |  |  |  |  |  |  |  |  |  |  |  |  |  |  |  |  |  |  |  |  |  |  |  |  |  |  |  |  |  |  |  |  |  |  |  |  |  |  |  |  |  |  |  |  |  |  |  |  |  |  |  |  |  |  |  |  |  |  |  |  |  |  |  |  |  |  |  |  |  |  |  |  |  |  |  |  |  |  |  |  |  |  |
|  |  | Leo       | Continúa    | Sentenciado | Sentenciado | Continúa    | Continúa    | Continúa    | Continúa    |             |  |  |  |  |  |  |  |  |  |  |  |  |  |  |  |  |  |  |  |  |  |  |  |  |  |  |  |  |  |  |  |  |  |  |  |  |  |  |  |  |  |  |  |  |  |  |  |  |  |  |  |  |  |  |  |  |  |  |  |  |  |  |  |  |  |  |  |  |  |  |  |  |  |  |  |  |  |  |  |  |  |  |  |  |  |  |  |  |  |  |  |  |  |  |  |  |  |
|  |  | Lucho     | Sentenciado | Continúa    | Continúa    | Continúa    | Continúa    | Continúa    | Continúa    | Sentenciado |  |  |  |  |  |  |  |  |  |  |  |  |  |  |  |  |  |  |  |  |  |  |  |  |  |  |  |  |  |  |  |  |  |  |  |  |  |  |  |  |  |  |  |  |  |  |  |  |  |  |  |  |  |  |  |  |  |  |  |  |  |  |  |  |  |  |  |  |  |  |  |  |  |  |  |  |  |  |  |  |  |  |  |  |  |  |  |  |  |  |  |  |  |  |  |  |  |
|  |  | Deisy     | Continúa    | Continúa    | Continúa    | Continúa    | Sentenciada | Continúa    | Continúa    | Continúa    |  |  |  |  |  |  |  |  |  |  |  |  |  |  |  |  |  |  |  |  |  |  |  |  |  |  |  |  |  |  |  |  |  |  |  |  |  |  |  |  |  |  |  |  |  |  |  |  |  |  |  |  |  |  |  |  |  |  |  |  |  |  |  |  |  |  |  |  |  |  |  |  |  |  |  |  |  |  |  |  |  |  |  |  |  |  |  |  |  |  |  |  |  |  |  |  |  |
|  |  | Manuela   | Sentenciada | Continúa    | Continúa    | Continúa    | Salvada     | Continúa    | Continúa    | Continúa    |  |  |  |  |  |  |  |  |  |  |  |  |  |  |  |  |  |  |  |  |  |  |  |  |  |  |  |  |  |  |  |  |  |  |  |  |  |  |  |  |  |  |  |  |  |  |  |  |  |  |  |  |  |  |  |  |  |  |  |  |  |  |  |  |  |  |  |  |  |  |  |  |  |  |  |  |  |  |  |  |  |  |  |  |  |  |  |  |  |  |  |  |  |  |  |  |  |
|  |  | Tina      | Sentenciada | Continúa    | Continúa    | Continúa    | Sentenciada | Continúa    | Continúa    | Continúa    |  |  |  |  |  |  |  |  |  |  |  |  |  |  |  |  |  |  |  |  |  |  |  |  |  |  |  |  |  |  |  |  |  |  |  |  |  |  |  |  |  |  |  |  |  |  |  |  |  |  |  |  |  |  |  |  |  |  |  |  |  |  |  |  |  |  |  |  |  |  |  |  |  |  |  |  |  |  |  |  |  |  |  |  |  |  |  |  |  |  |  |  |  |  |  |  |  |
|  |  | Valentina | Sentenciada | Continúa    | Continúa    | Continúa    | Continúa    | Continúa    | Continúa    | Continúa    |  |  |  |  |  |  |  |  |  |  |  |  |  |  |  |  |  |  |  |  |  |  |  |  |  |  |  |  |  |  |  |  |  |  |  |  |  |  |  |  |  |  |  |  |  |  |  |  |  |  |  |  |  |  |  |  |  |  |  |  |  |  |  |  |  |  |  |  |  |  |  |  |  |  |  |  |  |  |  |  |  |  |  |  |  |  |  |  |  |  |  |  |  |  |  |  |  |
|  |  | Cris      | Continúa    | Continúa    | Continúa    | Salvado     | Sentenciado | Continúa    | Continúa    |             |  |  |  |  |  |  |  |  |  |  |  |  |  |  |  |  |  |  |  |  |  |  |  |  |  |  |  |  |  |  |  |  |  |  |  |  |  |  |  |  |  |  |  |  |  |  |  |  |  |  |  |  |  |  |  |  |  |  |  |  |  |  |  |  |  |  |  |  |  |  |  |  |  |  |  |  |  |  |  |  |  |  |  |  |  |  |  |  |  |  |  |  |  |  |  |  |  |
|  |  | Gio       | Continúa    | Continúa    | Continúa    | Sentenciado | Continúa    | Continúa    | Continúa    |             |  |  |  |  |  |  |  |  |  |  |  |  |  |  |  |  |  |  |  |  |  |  |  |  |  |  |  |  |  |  |  |  |  |  |  |  |  |  |  |  |  |  |  |  |  |  |  |  |  |  |  |  |  |  |  |  |  |  |  |  |  |  |  |  |  |  |  |  |  |  |  |  |  |  |  |  |  |  |  |  |  |  |  |  |  |  |  |  |  |  |  |  |  |  |  |  |  |
|  |  | Rata      | Continúa    | Continúa    | Continúa    | Sentenciado | Continúa    | Continúa    | Continúa    |             |  |  |  |  |  |  |  |  |  |  |  |  |  |  |  |  |  |  |  |  |  |  |  |  |  |  |  |  |  |  |  |  |  |  |  |  |  |  |  |  |  |  |  |  |  |  |  |  |  |  |  |  |  |  |  |  |  |  |  |  |  |  |  |  |  |  |  |  |  |  |  |  |  |  |  |  |  |  |  |  |  |  |  |  |  |  |  |  |  |  |  |  |  |  |  |  |  |
|  |  | Zambrano  | Continúa    | Sentenciado | Sentenciado | Continúa    | Continúa    | Continúa    | Continúa    |             |  |  |  |  |  |  |  |  |  |  |  |  |  |  |  |  |  |  |  |  |  |  |  |  |  |  |  |  |  |  |  |  |  |  |  |  |  |  |  |  |  |  |  |  |  |  |  |  |  |  |  |  |  |  |  |  |  |  |  |  |  |  |  |  |  |  |  |  |  |  |  |  |  |  |  |  |  |  |  |  |  |  |  |  |  |  |  |  |  |  |  |  |  |  |  |  |  |
|  |  | Grecia    | Continúa    | Sentenciada | Sentenciada | Continúa    | Continúa    | Continúa    | Continúa    | Continúa    |  |  |  |  |  |  |  |  |  |  |  |  |  |  |  |  |  |  |  |  |  |  |  |  |  |  |  |  |  |  |  |  |  |  |  |  |  |  |  |  |  |  |  |  |  |  |  |  |  |  |  |  |  |  |  |  |  |  |  |  |  |  |  |  |  |  |  |  |  |  |  |  |  |  |  |  |  |  |  |  |  |  |  |  |  |  |  |  |  |  |  |  |  |  |  |  |  |
|  |  | Mencho    | Continúa    | Continúa    | Continúa    | Sentenciada | Continúa    | Continúa    | Continúa    | Continúa    |  |  |  |  |  |  |  |  |  |  |  |  |  |  |  |  |  |  |  |  |  |  |  |  |  |  |  |  |  |  |  |  |  |  |  |  |  |  |  |  |  |  |  |  |  |  |  |  |  |  |  |  |  |  |  |  |  |  |  |  |  |  |  |  |  |  |  |  |  |  |  |  |  |  |  |  |  |  |  |  |  |  |  |  |  |  |  |  |  |  |  |  |  |  |  |  |  |
|  |  | Rosa      | Continúa    | Continúa    | Continúa    | Sentenciada | Continúa    | Continúa    | Continúa    | Continúa    |  |  |  |  |  |  |  |  |  |  |  |  |  |  |  |  |  |  |  |  |  |  |  |  |  |  |  |  |  |  |  |  |  |  |  |  |  |  |  |  |  |  |  |  |  |  |  |  |  |  |  |  |  |  |  |  |  |  |  |  |  |  |  |  |  |  |  |  |  |  |  |  |  |  |  |  |  |  |  |  |  |  |  |  |  |  |  |  |  |  |  |  |  |  |  |  |  |
|  |  | Yudisa    | Continúa    | Continúa    | Continúa    | Continúa    | Sentenciada | Continúa    | Continúa    | Continúa    |  |  |  |  |  |  |  |  |  |  |  |  |  |  |  |  |  |  |  |  |  |  |  |  |  |  |  |  |  |  |  |  |  |  |  |  |  |  |  |  |  |  |  |  |  |  |  |  |  |  |  |  |  |  |  |  |  |  |  |  |  |  |  |  |  |  |  |  |  |  |  |  |  |  |  |  |  |  |  |  |  |  |  |  |  |  |  |  |  |  |  |  |  |  |  |  |  |
|  |  | Camilo    | Continúa    | Continúa    | Continúa    | Continúa    | Continúa    | Sentenciado | Continúa    |             |  |  |  |  |  |  |  |  |  |  |  |  |  |  |  |  |  |  |  |  |  |  |  |  |  |  |  |  |  |  |  |  |  |  |  |  |  |  |  |  |  |  |  |  |  |  |  |  |  |  |  |  |  |  |  |  |  |  |  |  |  |  |  |  |  |  |  |  |  |  |  |  |  |  |  |  |  |  |  |  |  |  |  |  |  |  |  |  |  |  |  |  |  |  |  |  |  |
|  |  | Juan      | Continúa    | Continúa    | Continúa    | Continúa    | Sentenciado | Continúa    | Continúa    |             |  |  |  |  |  |  |  |  |  |  |  |  |  |  |  |  |  |  |  |  |  |  |  |  |  |  |  |  |  |  |  |  |  |  |  |  |  |  |  |  |  |  |  |  |  |  |  |  |  |  |  |  |  |  |  |  |  |  |  |  |  |  |  |  |  |  |  |  |  |  |  |  |  |  |  |  |  |  |  |  |  |  |  |  |  |  |  |  |  |  |  |  |  |  |  |  |  |
|  |  | Potro     | Continúa    | Continúa    | Continúa    | Continúa    | Sentenciado | Sentenciado | Continúa    |             |  |  |  |  |  |  |  |  |  |  |  |  |  |  |  |  |  |  |  |  |  |  |  |  |  |  |  |  |  |  |  |  |  |  |  |  |  |  |  |  |  |  |  |  |  |  |  |  |  |  |  |  |  |  |  |  |  |  |  |  |  |  |  |  |  |  |  |  |  |  |  |  |  |  |  |  |  |  |  |  |  |  |  |  |  |  |  |  |  |  |  |  |  |  |  |  |  |
|  |  | Katiuska  | Continúa    | Continúa    | Continúa    | Continúa    | Continúa    | Continúa    | Sentenciada | Continúa    |  |  |  |  |  |  |  |  |  |  |  |  |  |  |  |  |  |  |  |  |  |  |  |  |  |  |  |  |  |  |  |  |  |  |  |  |  |  |  |  |  |  |  |  |  |  |  |  |  |  |  |  |  |  |  |  |  |  |  |  |  |  |  |  |  |  |  |  |  |  |  |  |  |  |  |  |  |  |  |  |  |  |  |  |  |  |  |  |  |  |  |  |  |  |  |  |  |
|  |  | Maria C.  | Continúa    | Sentenciada | Sentenciada | Continúa    | Continúa    | Continúa    | Sentenciada | Continúa    |  |  |  |  |  |  |  |  |  |  |  |  |  |  |  |  |  |  |  |  |  |  |  |  |  |  |  |  |  |  |  |  |  |  |  |  |  |  |  |  |  |  |  |  |  |  |  |  |  |  |  |  |  |  |  |  |  |  |  |  |  |  |  |  |  |  |  |  |  |  |  |  |  |  |  |  |  |  |  |  |  |  |  |  |  |  |  |  |  |  |  |  |  |  |  |  |  |
|  |  | Miryan    | Continúa    | Continúa    | Continúa    | Sentenciada | Continúa    | Continúa    | Sentenciada | Continúa    |  |  |  |  |  |  |  |  |  |  |  |  |  |  |  |  |  |  |  |  |  |  |  |  |  |  |  |  |  |  |  |  |  |  |  |  |  |  |  |  |  |  |  |  |  |  |  |  |  |  |  |  |  |  |  |  |  |  |  |  |  |  |  |  |  |  |  |  |  |  |  |  |  |  |  |  |  |  |  |  |  |  |  |  |  |  |  |  |  |  |  |  |  |  |  |  |  |
|  |  | Sathya    | Eliminada   | Regr.       | Cont.       | Continúa    | Sentenciada | Continúa    | Eliminada   |             |  |  |  |  |  |  |  |  |  |  |  |  |  |  |  |  |  |  |  |  |  |  |  |  |  |  |  |  |  |  |  |  |  |  |  |  |  |  |  |  |  |  |  |  |  |  |  |  |  |  |  |  |  |  |  |  |  |  |  |  |  |  |  |  |  |  |  |  |  |  |  |  |  |  |  |  |  |  |  |  |  |  |  |  |  |  |  |  |  |  |  |  |  |  |  |  |  |
|  |  | Andrey    | Continúa    | Sentenciado | Sentenciado | Continúa    | Continúa    | Eliminado   |             |             |  |  |  |  |  |  |  |  |  |  |  |  |  |  |  |  |  |  |  |  |  |  |  |  |  |  |  |  |  |  |  |  |  |  |  |  |  |  |  |  |  |  |  |  |  |  |  |  |  |  |  |  |  |  |  |  |  |  |  |  |  |  |  |  |  |  |  |  |  |  |  |  |  |  |  |  |  |  |  |  |  |  |  |  |  |  |  |  |  |  |  |  |  |  |  |  |  |
|  |  | Dani      | Continúa    | Eliminada   | Eliminada   | Regresa     | Eliminados  |             |             |             |  |  |  |  |  |  |  |  |  |  |  |  |  |  |  |  |  |  |  |  |  |  |  |  |  |  |  |  |  |  |  |  |  |  |  |  |  |  |  |  |  |  |  |  |  |  |  |  |  |  |  |  |  |  |  |  |  |  |  |  |  |  |  |  |  |  |  |  |  |  |  |  |  |  |  |  |  |  |  |  |  |  |  |  |  |  |  |  |  |  |  |  |  |  |  |  |  |
|  |  | Abrahan   | Continúa    | Continúa    | Continúa    | Continúa    | Eliminados  |             |             |             |  |  |  |  |  |  |  |  |  |  |  |  |  |  |  |  |  |  |  |  |  |  |  |  |  |  |  |  |  |  |  |  |  |  |  |  |  |  |  |  |  |  |  |  |  |  |  |  |  |  |  |  |  |  |  |  |  |  |  |  |  |  |  |  |  |  |  |  |  |  |  |  |  |  |  |  |  |  |  |  |  |  |  |  |  |  |  |  |  |  |  |  |  |  |  |  |  |
|  |  | Isa       | Continúa    | Continúa    | Continúa    | Eliminados  |             |             |             |             |  |  |  |  |  |  |  |  |  |  |  |  |  |  |  |  |  |  |  |  |  |  |  |  |  |  |  |  |  |  |  |  |  |  |  |  |  |  |  |  |  |  |  |  |  |  |  |  |  |  |  |  |  |  |  |  |  |  |  |  |  |  |  |  |  |  |  |  |  |  |  |  |  |  |  |  |  |  |  |  |  |  |  |  |  |  |  |  |  |  |  |  |  |  |  |  |  |
|  |  | Julio     | Continúa    | Continúa    | Continúa    | Eliminados  |             |             |             |             |  |  |  |  |  |  |  |  |  |  |  |  |  |  |  |  |  |  |  |  |  |  |  |  |  |  |  |  |  |  |  |  |  |  |  |  |  |  |  |  |  |  |  |  |  |  |  |  |  |  |  |  |  |  |  |  |  |  |  |  |  |  |  |  |  |  |  |  |  |  |  |  |  |  |  |  |  |  |  |  |  |  |  |  |  |  |  |  |  |  |  |  |  |  |  |  |  |
|  |  | Claudia   | Continúa    | Sentenciada | Sentenciada | Renuncia    |             |             |             |             |  |  |  |  |  |  |  |  |  |  |  |  |  |  |  |  |  |  |  |  |  |  |  |  |  |  |  |  |  |  |  |  |  |  |  |  |  |  |  |  |  |  |  |  |  |  |  |  |  |  |  |  |  |  |  |  |  |  |  |  |  |  |  |  |  |  |  |  |  |  |  |  |  |  |  |  |  |  |  |  |  |  |  |  |  |  |  |  |  |  |  |  |  |  |  |  |  |
|  |  | Magic     | Continúa    | Eliminado   | Eliminado   |             |             |             |             |             |  |  |  |  |  |  |  |  |  |  |  |  |  |  |  |  |  |  |  |  |  |  |  |  |  |  |  |  |  |  |  |  |  |  |  |  |  |  |  |  |  |  |  |  |  |  |  |  |  |  |  |  |  |  |  |  |  |  |  |  |  |  |  |  |  |  |  |  |  |  |  |  |  |  |  |  |  |  |  |  |  |  |  |  |  |  |  |  |  |  |  |  |  |  |  |  |  |
|  |  | Cami      | Continúa    | Retirada    | Retirada    |             |             |             |             |             |  |  |  |  |  |  |  |  |  |  |  |  |  |  |  |  |  |  |  |  |  |  |  |  |  |  |  |  |  |  |  |  |  |  |  |  |  |  |  |  |  |  |  |  |  |  |  |  |  |  |  |  |  |  |  |  |  |  |  |  |  |  |  |  |  |  |  |  |  |  |  |  |  |  |  |  |  |  |  |  |  |  |  |  |  |  |  |  |  |  |  |  |  |  |  |  |  |
|  |  | Pineda    | Eliminado   |             |             |             |             |             |             |             |  |  |  |  |  |  |  |  |  |  |  |  |  |  |  |  |  |  |  |  |  |  |  |  |  |  |  |  |  |  |  |  |  |  |  |  |  |  |  |  |  |  |  |  |  |  |  |  |  |  |  |  |  |  |  |  |  |  |  |  |  |  |  |  |  |  |  |  |  |  |  |  |  |  |  |  |  |  |  |  |  |  |  |  |  |  |  |  |  |  |  |  |  |  |  |  |  |

Leyenda
     • El participante no es sentenciado a lo largo de la semana, por lo tanto, avanza al siguiente ciclo.
     • El participante es nominado a Desafío a Muerte por el equipo ganador del Desafío de Sentencia.
     • El participante es nominado a Desafío a Muerte como castigo por romper las reglas.
     • El participante es el "Elegido" del ciclo y falla su misión y es sentenciado al Desafío a Muerte, o rompe las reglas del "Elegido".
     • El participante es sentenciado al Desafío a Muerte. pero es el "Elegido" y cumple su mision, quitandose el chaleco, o se salva del Desafio a Muerte por una infraccion cometida.
     • El participante queda eliminado del programa.
     • El participante abandona por lesión.
     • El participante rompió las reglas y es expulsado del programa.
     • El participante renuncia a la competencia.
     • El participante regresa en reemplazo de un participante retirado o expulsado.
     • El participante es finalista de la competencia.
     • El participante es el ganador de la competencia.

### Distribución de equipos
| Etapa 1                                | Etapa 1                                | Etapa 1      |
| Equipos                                | Competidores                           | Competidores |
| -------------------------------------- | -------------------------------------- | ------------ |
| Alpha                                  |                                        |              |
| Juan Andrés Diaz Hurtado               | Camila Arrastia Calderón "Cami"        |              |
| Leonel Heredia Moreno "Leo"            | Grecia Alexandra Viloria Ramirez       |              |
| Eleazar Betancur                       | Sathya Vanessa Diaz Velandia           |              |
| Luis Daniel Vergel Peña "Lucho"        | Manuela Gomez                          |              |
| Beta                                   |                                        |              |
| Kevin Daniel Sánchez García "Magic"    | Valentina Benincore                    |              |
| Harvey Abrahan Andrés Flórez Vaderrama | Valentina Zuluaga Montilla "Tina"      |              |
| Gerónimo Angel "Gero"                  | Daniela Zuluaga Montilla "Dani"        |              |
| Mario Alejandro Pineda Diez            | Claudia Milena Díaz Llanos             |              |
| Gamma                                  |                                        |              |
| Guillaume George Dubs "Gio"            | Isabel Cristina Carvajal Castaño "Isa" |              |
| Cristian Orozco "Cris"                 | Mercedes Isabel Perez "Mencho"         |              |
| Anthony Zambrano                       | Yudisa Andrea Martinez Lemos           |              |
| José Manuel Maldonado Zapata "Rata"    | Enailis Rosa Mejia Ruiz                |              |
| Omega                                  |                                        |              |
| Julio Alberto Sanchez Cortés           | Deisy Esmeralda Fajardo Rojas          |              |
| Alan Baleta "Potro"                    | Miryan Daniela Hernandez Garcia        |              |
| Gerson Andrey Diaz Morales "Andrey"    | Katiuska Bula                          |              |
| Camilo Andrés Garcia                   | Maria Camila Chacón Herrera            |              |
| Etapa 2                                |                                        |              |
| Equipos                                | Competidores                           | Competidores |
| Alpha                                  |                                        |              |
| Eleazar Betancur                       | Manuela Gomez                          |              |
| Leonel Heredia Moreno "Leo"            | Deisy Esmeralda Fajardo Rojas          |              |
| Gerónimo Angel "Gero"                  | Valentina Benincore                    |              |
| Luis Daniel Vergel Peña "Lucho"        | Valentina Zuluaga Montilla "Tina"      |              |
| Gamma                                  |                                        |              |
| José Manuel Maldonado Zapata "Rata"    | Enailis Rosa Mejia Ruiz                |              |
| Anthony Zambrano                       | Yudisa Andrea Martinez Lemos           |              |
| Guillaume George Dubs "Gio"            | Mercedes Isabel Perez "Mencho"         |              |
| Cristian Orozco "Cris"                 | Grecia Alexandra Viloria Ramirez       |              |
| Omega                                  |                                        |              |
| Alan Baleta "Potro"                    | Katiuska Bula                          |              |
| Camilo Andrés Garcia                   | Miryan Daniela Hernández Garcia        |              |
| Juan Andrés Diaz Hurtado               | Maria Camila Chacón Herrera            |              |
| Gerson Andrey Diaz Morales "Andrey"    | Sathya Vanessa Diaz Velandia           |              |

Leyenda
     Participante eliminado(a).
     Participante que abandona por lesión.
     Participante que renuncia a la competencia.
     Participante expulsado por romper las reglas de la competencia.
     Participante eliminado(a) pero es reingresado(a).
     Participante que pasa a la siguiente etapa.
     Participante eliminado(a) en la semifinal.
     Participante finalista.
     Participante ganador.

## Competencias

### Conformación de los equipos
En el Club House, estaban escondidas cuatro tarjetas Ditu, que a quien la encontrara, le otorgaba el poder de elegir la conformacion de su equipo.
| Etapa 1                         | Etapa 1                          | Etapa 1                                | Etapa 1                             | Etapa 1                             | Etapa 1                                | Etapa 1                             | Etapa 1                         |
| Equipos                         | Equipos                          | Equipos                                | Equipos                             | Equipos                             | Equipos                                | Equipos                             | Equipos                         |
| ------------------------------- | -------------------------------- | -------------------------------------- | ----------------------------------- | ----------------------------------- | -------------------------------------- | ----------------------------------- | ------------------------------- |
| Alpha                           | Alpha                            | Beta                                   | Beta                                | Gamma                               | Gamma                                  | Omega                               | Omega                           |
| Camila Arrastia Calderón "Cami" | Camila Arrastia Calderón "Cami"  | Kevin Daniel Sánchez García "Magic"    | Kevin Daniel Sánchez García "Magic" | Guillaume George Dubs "Gio"         | Guillaume George Dubs "Gio"            | Julio Alberto Sanchez Cortés        | Julio Alberto Sanchez Cortés    |
| Hombres                         | Mujeres                          | Hombres                                | Mujeres                             | Hombres                             | Mujeres                                | Hombres                             | Mujeres                         |
| Juan Andrés Diaz Hurtado        | Manuela Goméz                    | Harvey Abrahan Andrés Flórez Vaderrama | Valentina Benincore                 | Anthony Zambrano                    | Mercedes Isabel Perez "Mencho"         | Alan Barreta "Potro"                | Deisy Esmeralda Fajardo Rojas   |
| Leonel Heredia Moreno "Leo"     | Grecia Alexandra Viloria Ramirez | Valentina Benincore                    | Valentina Zuluaga Montilla "Tina"   | Cristian Orozco "Cris"              | Isabel Cristina Carvajal Castaño "Isa" | Gerson Andrey Diaz Morales "Andrey" | Miryan Daniela Hernandez Garcia |
| Luis Daniel Vergel Peña "Lucho" | Sathya Velandia                  | Gerónimo Angel "Gero"                  | Daniela Zuluaga Montilla "Dani"     | José Manuel Maldonado Zapata "Rata" | Yudisa Andrea Martinez Lemos           | Camilo Andrés Garcia                | Katiuska Bula                   |
| Eleazar Betancur                |                                  |                                        | Claudia Milena Díaz Llanos          |                                     | Enailis Rosa Mejia Ruiz                |                                     | Maria Camila Chacón Herrera     |

Después del desafío de capitanes, cada uno elegirá un hombre y una mujer, el ganador hará la primera elección, seguido de el segundo y por último, el tercero, esto se repetirá hasta que los equipos queden conformados.
| Etapa 2                         | Etapa 2                           | Etapa 2                             | Etapa 2                             | Etapa 2                             | Etapa 2                         |
| Equipos                         | Equipos                           | Equipos                             | Equipos                             | Equipos                             | Equipos                         |
| ------------------------------- | --------------------------------- | ----------------------------------- | ----------------------------------- | ----------------------------------- | ------------------------------- |
| Alpha                           | Alpha                             | Gamma                               | Gamma                               | Omega                               | Omega                           |
| Eleazar Betancur                | Eleazar Betancur                  | José Manuel Maldonado Zapata "Rata" | José Manuel Maldonado Zapata "Rata" | Alan Bareta "Potro"                 | Alan Bareta "Potro"             |
| Hombres                         | Mujeres                           | Hombres                             | Mujeres                             | Hombres                             | Mujeres                         |
| Leonel Heredia Moreno "Leo"     | Manuela Goméz                     | Anthony Zambrano                    | Yudisa Andrea Martinez Lemos        | Juan Andrés Diaz Hurtado            | Katiuska Bula                   |
| Luis Daniel Vergel Peña "Lucho" | Deisy Esmeralda Fajardo Rojas     | Cristian Orozco "Cris"              | Enailis Rosa Mejia Ruiz             | Camilo Andrés Garcia                | Miryan Daniela Hernandez Garcia |
| Gerónimo Angel "Gero"           | Valentina Zuluaga Montilla "Tina" | Guillaume George Dubs "Gio"         | Mercedes Isabel Perez "Mencho"      | Gerson Andrey Diaz Morales "Andrey" | Maria Camila Chacón Herrera     |
|                                 | Valentina Benincore               |                                     | Grecia Alexandra Viloria Ramirez    |                                     | Sathya Velandia                 |

### Desafío Millonario
En la primera semana, los cuatro equipos debian cargar con el peso de una tractomula, quien hiciera el mayor recorrido podía multiplicar su dinero recaudado, dependiendo el lugar en el que quede el equipo.
| 1 | Gamma | Alpha | Beta | Omega |

Para la Etapa 2, se disputara un único juego con un premio de $30 millones que serán repartidos entre el equipo ganador.
| 5 | Gamma | Alpha | Omega | 30 000 000 COP |

### Desafío de Capitanes
Para el Desafío de Capitanes, cada grupo elige un representante, el cual debe evitar ocupar el último lugar en la prueba, para que así no se desintegre el equipo al que pertenece y‚ por consiguiente‚ éste deje de existir durante el resto del programa.
| Etapa 2 | Etapa 2             | Etapa 2               | Etapa 2                      | Etapa 2             | Etapa 2                      | Etapa 2          | Etapa 2 | Etapa 2 |
| Sem.    | Representante Alpha | Representante Beta    | Representante Gamma          | Representante Omega | Ganador                      | Equipo Eliminado |         |         |
| ------- | ------------------- | --------------------- | ---------------------------- | ------------------- | ---------------------------- | ---------------- | ------- | ------- |
| 5       | Eleazar Betancur    | Gerónimo Angel "Gero" | José Manuel Maldonado "Rata" | Alan Baleta "Potro" | José Manuel Maldonado "Rata" | Beta             |         |         |
| Etapa 3 |                     |                       |                              |                     |                              |                  |         |         |
| Sem.    | Representante Alpha | Representante Gamma   | Representante Omega          | Ganadora            | Equipo Eliminado             | Equipo Eliminado |         |         |
| 13      |                     |                       |                              |                     |                              |                  |         |         |

### Desafío de sentencia y hambre
En este desafío, los equipos se enfrentan entre sí con el objetivo de preservar los alimentos con los que cuentan en cada casa. El grupo que ocupe el primer lugar podrá mantener toda su alacena intacta, y además escogerá el grupo de alimentos para el equipo que ocupó el segundo lugar. Finalmente, los dos equipos restantes perderán toda su comida temporalmente. En esta temporada hay una novedad: Las neveras y alacenas tienen cámaras con sensor, para evitar que los equipos que perdieron su comida se acerquen, y si lo hacen, seráos. Como dato adicional, los capitanes del equipo ganador de la prueba tomarán la decisión de sentenciar a dos rivales, un hombre y una mujer de cualquier equipo, quienes estarán en la obligación de portar un pesado chaleco hasta que lleguen al Desafío a Muerte.
| Etapa 1 | Etapa 1 | Etapa 1   | Etapa 1    | Etapa 1    | Etapa 1    | Etapa 1      | Etapa 1        |
| Sem.    | Box     | Ganadores | 2.do Lugar | 3.er Lugar | 4.to Lugar | Sentenciados | Sentenciados   |
| ------- | ------- | --------- | ---------- | ---------- | ---------- | ------------ | -------------- |
| 1       |         | Gamma     | Omega      | Beta       | Alpha      | Eleazar      | Tina           |
| 2       |         | Omega     | Alpha      | Gamma      | Beta       | Magic        | Claudia        |
| 3       |         | Alpha     | Omega      | Gamma      | Beta       | Cris         | Rosa           |
| 4       |         | Gamma     | Beta       | Alpha      | Omega      | Juan         | Sathya         |
| Etapa 2 |         |           |            |            |            |              |                |
| Semana  | Box     | Ganadores | Ganadores  | 2.do Lugar | 2.do Lugar | 3.er Lugar   | Sentenciado(a) |
| 5       |         | Gamma     | Gamma      | Omega      | Omega      | Alpha        | Andrey         |
| 6       |         | Alpha     | Alpha      | Gamma      | Gamma      | Omega        | Katiuska       |
| 7       |         |           |            |            |            |              |                |
| 8       |         |           |            |            |            |              |                |
| 9       |         |           |            |            |            |              |                |
| 10      |         |           |            |            |            |              |                |
| 11      |         |           |            |            |            |              |                |
| 12      |         |           |            |            |            |              |                |

### Desafío de sentencia y servicios
Como su nombre lo indica, esta competencia se realiza con el fin de salvaguardar los servicios de los que disponen los participantes: agua, luz, gas y arriendo. Al igual que en el Desafío de Hambre, el equipo que obtenga el primer lugar podrá seguir disfrutando de todos estos recursos y escogerá qué servicio tendrá el equipo que quedó en segundo lugar. Los demás grupos perderán todas estas comodidades y quedarán a la deriva. Adicionalmente, el equipo que no tenga suficiente dinero para pagar el arriendo, irá a Playa Baja. Por último, los capitanes del equipo ganador de esta prueba también tendrán la potestad de sentenciar a dos competidores a Desafío a Muerte.
| Etapa 1 | Etapa 1 | Etapa 1   | Etapa 1    | Etapa 1    | Etapa 1    | Etapa 1      | Etapa 1        |
| Sem.    | Box     | Ganadores | 2.do Lugar | 3.er Lugar | 4.to Lugar | Sentenciados | Sentenciados   |
| ------- | ------- | --------- | ---------- | ---------- | ---------- | ------------ | -------------- |
| 1       |         | Omega     | Alpha      | Beta       | Gamma      | Gero         | Valentina      |
| 2       |         | Beta      | Omega      | Alpha      | Gamma      | Andrey       | Maria C.       |
| 3       |         | Beta      | Omega      | Gamma      | Alpha      | Julio        | Miryan         |
| 4       |         | Alpha     | Gamma      | Beta       | Omega      | Cris         | Yudisa         |
| Etapa 2 |         |           |            |            |            |              |                |
| Semana  | Box     | Ganadores | Ganadores  | 2.do Lugar | 2.do Lugar | 3.er Lugar   | Sentenciado(a) |
| 5       |         | Omega     | Omega      | Gamma      | Gamma      | Alpha        | Eleazar        |
| 6       |         | Alpha     | Alpha      | Gamma      | Gamma      | Omega        | Sathya         |
| 7       |         |           |            |            |            |              |                |
| 8       |         |           |            |            |            |              |                |
| 9       |         |           |            |            |            |              |                |
| 10      |         |           |            |            |            |              |                |
| 11      |         |           |            |            |            |              |                |
| 12      |         |           |            |            |            |              |                |

### Desafío de sentencia y bienestar
En esta oportunidad, los equipos compiten para conservar los otros espacios que hay en cada vivienda: habitaciones, gimnasio, piscina, bar, etc. Nuevamente, el ganador seguirá disfrutando de todos estos lujos y decidirá qué comodidades tendrá el segundo lugar. Los dos grupos perdedores no tendrán más remedio que ingeniárselas para subsistir en medio de las adversidades. Por otra parte, los capitanes del equipo ganador de este reto tendrán la posibilidad de sentenciar a dos concursantes a Desafío a Muerte.
| Etapa 1 | Etapa 1 | Etapa 1   | Etapa 1    | Etapa 1    | Etapa 1    | Etapa 1      | Etapa 1        |
| Sem.    | Box     | Ganadores | 2.do Lugar | 3.er Lugar | 4.to Lugar | Sentenciados | Sentenciados   |
| ------- | ------- | --------- | ---------- | ---------- | ---------- | ------------ | -------------- |
| 1       |         | Gamma     | Omega      | Beta       | Alpha      | Lucho        | Sathya         |
| 2       |         | Omega     | Alpha      | Gamma      | Beta       | Gero         | Dani           |
| 3       |         | Alpha     | Gamma      | Omega      | Beta       | Rata         | Isa            |
| 4       |         | Gamma     | Omega      | Alpha      | Beta       | Abrahan      | Manuela        |
| Etapa 2 |         |           |            |            |            |              |                |
| Semana  | Box     | Ganadores | Ganadores  | 2.do Lugar | 2.do Lugar | 3.er Lugar   | Sentenciado(a) |
| 5       |         | Gamma     | Gamma      | Omega      | Omega      | Alpha        | Camilo         |
| 6       |         | Alpha     | Alpha      | Omega      | Omega      | Gamma        | Maria C.       |
| 7       |         |           |            |            |            |              |                |
| 8       |         |           |            |            |            |              |                |
| 9       |         |           |            |            |            |              |                |
| 10      |         |           |            |            |            |              |                |
| 11      |         |           |            |            |            |              |                |
| 12      |         |           |            |            |            |              |                |

### Desafío de sentencia, premio y castigo
Esta prueba tiene el propósito de enfrentar a los equipos para ganar un premio especial. El grupo que queda en primer lugar es merecedor  tiene dos responsabilidades importantes: seleccionar a un equipo rival al que se aplicará una sanción, el cual podrá elegir entre cuatro opciones de castigo y sentenciar a dos participantes a Desafío a Muerte. Para esta temporada se estrena el llamado "rincón de los castigos", donde los televidentes pueden ver la transmisión en vivo.
| Etapa 1 | Etapa 1 | Etapa 1 | Etapa 1  | Etapa 1                                                                 | Etapa 1 | Etapa 1 | Etapa 1   | Etapa 1    | Etapa 1    | Etapa 1    | Etapa 1        | Etapa 1        | Etapa 1 | Etapa 1 |
| Sem.    | Box     | Premios | Premios  | Castigo                                                                 | Castigo |         | Ganadores | 2.do Lugar | 3.er Lugar | 4.to Lugar | Sentenciados   | Sentenciados   |         |         |
| ------- | ------- | ------- | -------- | ----------------------------------------------------------------------- | ------- | ------- | --------- | ---------- | ---------- | ---------- | -------------- | -------------- | ------- | ------- |
| 1       |         | Gamma   | 5 M COP  | Rapar la cabeza de dos hombres y una mujer.                             | Alpha   | Gamma   | Beta      | Omega      | Alpha      | Pineda     | Manuela        |                |         |         |
| 2       |         | Gamma   | 5 M COP  | Llenar 500 sacos de arena con un peso exacto.                           | Alpha   | Gamma   | Alpha     | Omega      | Beta       | Leo        | Grecia         |                |         |         |
| 3       |         | Alpha   | 5 M COP  | Introducirse en un tanque con agua helada por ciclos durante una noche. | Gamma   | Alpha   | Gamma     | Omega      | Beta       | Gio        | Mencho         |                |         |         |
| 4       |         | Alpha   | 5 M COP  | Realizar posturas de yoga por ciclos durante una noche.                 | Gamma   | Alpha   | Beta      | Omega      | Gamma      | Potro      | Deisy          |                |         |         |
| Etapa 2 |         |         |          |                                                                         |         |         |           |            |            |            |                |                |         |         |
| Sem.    | Box     | Premios | Premios  | Castigo                                                                 | Castigo |         | Ganadores | Ganadores  | 2.do Lugar | 3.er Lugar | Sentenciado(a) | Sentenciado(a) |         |         |
| 5       |         | Alpha   | 10 M COP | Talar una cantidad considerable de madera con una medida exacta.        | Omega   | Alpha   | Alpha     | Omega      | Gamma      | Potro      | Potro          |                |         |         |
| 6       |         | Gamma   | 10 M COP | Preparar 425 arepas permaneciendo en una caja de madera.                | Omega   | Gamma   | Gamma     | Omega      | Alpha      | Miryan     | Miryan         |                |         |         |
| 7       |         |         | 10 M COP |                                                                         |         |         |           |            |            |            |                |                |         |         |
| 8       |         |         | 10 M COP |                                                                         |         |         |           |            |            |            |                |                |         |         |
| 9       |         |         | M COP    |                                                                         |         |         |           |            |            |            |                |                |         |         |
| 10      |         |         | M COP    |                                                                         |         |         |           |            |            |            |                |                |         |         |
| 11      |         |         | M COP    |                                                                         |         |         |           |            |            |            |                |                |         |         |
| 12      |         |         | M COP    |                                                                         |         |         |           |            |            |            |                |                |         |         |

1. ↑  El equipo fue sancionado por no cumplir el castigo, y en la próxima prueba, automáticamente serán castigados, así ganen la prueba.

## Recompensas

### Mejor equipo del ciclo
Cada vez que un equipo alcanza la victoria en algún Desafío de Sentencia, automáticamente se convierte en opcionado al premio de mejor equipo del ciclo, el cual, además de lograr este reconocimiento, recibe una suma considerable de dinero. A diferencia de temporadas anteriores, en la que los encargados de elegir al ganador de la categoría eran los televidentes a través de sus votos en la página web oficial del programa, esta vez será el desempeño de los jugadores el que decidirá su futuro, puesto que el grupo con el mejor rendimiento será acreedor de la recompensa.
| Etapa 1 | Etapa 1   | Etapa 1   | Etapa 1   | Etapa 1   | Etapa 1        | Etapa 1 |
| Sem.    | Nominados | Nominados | Nominados | Nominados | Recompensa     | Ganador |
| Sem.    | Equipo 1  | Equipo 2  | Equipo 3  | Equipo 4  | Recompensa     | Ganador |
| ------- | --------- | --------- | --------- | --------- | -------------- | ------- |
| 1       | Gamma     | Omega     | Gamma     | Gamma     | 15 000 000 COP | Gamma   |
| 2       | Omega     | Beta      | Omega     | Gamma     | 15 000 000 COP | Omega   |
| 3       | Alpha     | Beta      | Alpha     | Alpha     | 15 000 000 COP | Alpha   |
| 4       | Gamma     | Alpha     | Gamma     | Alpha     | 15 000 000 COP | Gamma   |
| 4       | Gamma     | Alpha     | Gamma     | Alpha     | 15 000 000 COP | Alpha   |
| Etapa 2 |           |           |           |           |                |         |
| Sem.    | Nominados | Nominados | Nominados | Nominados | Recompensa     | Ganador |
| Sem.    | Equipo 1  | Equipo 2  | Equipo 3  | Equipo 4  | Recompensa     | Ganador |
| 5       | Gamma     | Omega     | Gamma     | Alpha     | 20 000 000 COP | Gamma   |
| 6       | Alpha     | Alpha     | Alpha     | Gamma     | 20 000 000 COP | Alpha   |
| 7       |           |           |           |           | 20 000 000 COP |         |
| 8       |           |           |           |           | 20 000 000 COP |         |
| 9       |           |           |           |           |                |         |
| 10      |           |           |           |           |                |         |
| 11      |           |           |           |           |                |         |
| 12      |           |           |           |           |                |         |

### El Elegido
En cada ciclo, de manera aleatoria, uno de los participantes se convertira en "El Elegido". A este participante se le asignará una tarea secreta, a cambio de una suma de dinero establecida. Para Ganarse el dinero, deberá: (1) Cumplir su tarea asignada, (2) No revelar a ningún otro participante su rol, (3) Evitar que otro participante lo descubra. Si lo incumple: (1) Recibirá un chaleco de sentencia (2) Obligatoriamente ira a Desafío a Muerte, pero si "El Elegido", ya esta sentenciado(a) y cumple su tarea, podrá quitarse el chaleco y evitar el Desafío a Muerte. Antes de iniciar el Desafío a Muerte, los participantes tendrán que señalar quien cree que es "El Elegido", si aciertan, obtendran el dinero y si no, el participante que hizo la acusación será quien reciba el chaleco de sentencia y competirá en el Desafío a Muerte.
| Etapa 1 | Etapa 1                                                   | Etapa 1  | Etapa 1    | Etapa 1 | Etapa 1 | Etapa 1     | Etapa 1 |
| Semana  | Tarea                                                     | Elegido  | Recompensa | Misión  |         | Quien Acusa | Misión  |
| ------- | --------------------------------------------------------- | -------- | ---------- | ------- | ------- | ----------- | ------- |
| 1       | Cambiar el rol de la capitania en el equipo               | Dani     | 10 M COP   | ✅      |         |             |         |
| 2       | Mandar a playa baja a su equipo                           | Zambrano | 💀         | ❌      |         |             |         |
| 3       | Perder a propósito la prueba de Sentencia y Hambre        | Cris     | 10 M COP   | ✅      |         |             |         |
| 4       | Hacer que tu equipo reciba el castigo                     | Dani     | 💀         | ❌      | Tina    | ✅          |         |
| Etapa 2 |                                                           |          |            |         |         |             |         |
| Semana  | Tarea                                                     | Elegido  | Recompensa | Misión  |         | Quien Acusa | Misión  |
| 5       | Caerse a propósito en la prueba del Box Blanco            | Eleazar  | 10 M COP   | ✅      |         |             |         |
| 6       | Lograr que una de las mujeres del equipo porte el chaleco | Lucho    | 💀         | ❌      |         |             |         |
| 7       |                                                           |          | 10 M COP   |         |         |             |         |
| 8       |                                                           |          | 10 M COP   |         |         |             |         |
| 9       |                                                           |          | 10 M COP   |         |         |             |         |
| 10      |                                                           |          | 10 M COP   |         |         |             |         |
| 11      |                                                           |          | 10 M COP   |         |         |             |         |
| 12      |                                                           |          | 10 M COP   |         |         |             |         |

1. ↑  Aunque Tina acertó la misión y el nombre de la elegida, Dani rompió la regla al revelarle su rol. Debido a esto, entre las dos deberián elegir a una de las cuatro mujeres sentenciadas y quitarse el chaleco para no competir y en su puesto Tina tendra que competir.

### Suite Ditu
La Suite Ditu es un espacio donde el ganador de este beneficio tiene la oportunidad de compartir un momento íntimo junto a otro participante de su elección. En este lugar, ambos podrán comer y descansar durante una noche. Un pato de juguete es quien le otorga este beneficio a un participante, el cual se suele dar al ser el primero en lograr un punto, ser el primero en recorrer la pista o el equipo que gane, y quien logre obtenerla debe elegir a uno de sus participantes para que se quede con ella.
| Etapa 1 | Etapa 1                                | Etapa 1     | Etapa 1     |
| Semana  | Prueba                                 | Ganador (a) | Invitado(a) |
| ------- | -------------------------------------- | ----------- | ----------- |
| 1       | Desafío de sentencia y servicios       | Deisy       | Julio       |
| 1       | Desafío de sentencia, premio y castigo | Abrahan     | Valentina   |
| 2       | Desafío de sentencia y servicios       | Abrahan     | Tina        |
| 2       | Desafío de sentencia, premio y castigo | Isa         | Zambrano    |
| 3       | Desafío de sentencia y servicios       | Katiuska    | Potro       |
| 3       | Desafío de sentencia, premio y castigo | Lucho       | Valentina   |
| 4       | Desafío de sentencia y servicios       | Sathya      | Juan        |
| 4       | Desafío de sentencia, premio y castigo | Eleazar     | Manuela     |
| Etapa 2 |                                        |             |             |
| Semana  | Prueba                                 | Ganador (a) | Invitado(a) |
| 5       | Fiesta                                 | Rata        | Deisy       |
| 5       | Desafío de sentencia y servicios       | Andrey      | Miryan      |
| 5       | Desafío de sentencia, premio y castigo | Leo         | Deisy       |
| 6       | Desafío de sentencia y servicios       | Gero        | Katiuska    |
| 6       | Desafío de sentencia, premio y castigo | Rosa        | Cris        |
| 7       | Desafío de sentencia y servicios       |             |             |
| 7       | Desafío de sentencia, premio y castigo |             |             |
| 8       | Desafío de sentencia y servicios       |             |             |
| 8       | Desafío de sentencia, premio y castigo |             |             |
| 9       | Desafío de sentencia y servicios       |             |             |
| 9       | Desafío de sentencia, premio y castigo |             |             |
| 10      | Desafío de sentencia y servicios       |             |             |
| 10      | Desafío de sentencia, premio y castigo |             |             |
| 11      | Desafío de sentencia y servicios       |             |             |
| 11      | Desafío de sentencia, premio y castigo |             |             |
| 12      | Desafío de sentencia y servicios       |             |             |
| 12      | Desafío de sentencia, premio y castigo |             |             |

## Eliminación

### Desafío a Muerte
Es realizado al final de la semana. En esta prueba, se enfrentan todos los participantes sentenciados a lo largo del ciclo, incluso si "El Elegido", no cumple su misión, debera asistir. Los desafiantes compiten individualmente divididos por géneros, con el propósito de no abandonar el programa. Al final, son dos los eliminados, un hombre y una mujer en las etapas 1 y 3, puesto que en la etapa 2, serán intercaladas por genero. Además los eliminados, permanecerán un ciclo completo en el Cubo de los Eliminados, a la espera de que un participante sea expulsado o retirado por una lesión.
| Etapa 1 | Etapa 1      | Etapa 1      | Etapa 1      | Etapa 1      | Etapa 1  | Etapa 1        | Etapa 1       | Etapa 1        | Etapa 1 | Etapa 1     |
| ------- | ------------ | ------------ | ------------ | ------------ | -------- | -------------- | ------------- | -------------- | ------- | ----------- |
| Semana  | Sentenciados | Sentenciados | Sentenciados | Sentenciados |          | 1.eros Lugares | 2.dos Lugares | 3.eros Lugares |         | Eliminados  |
| 1       | Eleazar      | Gero         | Lucho        | Pineda       | Eleazar  | Gero           | Lucho         | Pineda         |         |             |
| 1       | Tina         | Valentina    | Sathya       | Manuela      | Tina     | Manuela        | Valentina     | Sathya         |         |             |
| 2       | Magic        | Andrey       | Gero         | Leo          | Leo      | Zambrano       | Gero          | Magic          |         |             |
| 2       | Zambrano     | Zambrano     | Zambrano     | Zambrano     | Andrey   | Andrey         | Andrey        | Magic          |         |             |
| 2       | Claudia      | Maria C.     | Dani         | Grecia       | Claudia  | Grecia         | Maria C.      | Dani           |         |             |
| 3       | Cris         | Julio        | Rata         | Gio          | Rata     | Gio            |               | Julio          |         |             |
| 3       | Rosa         | Miryan       | Isa          | Mencho       | Rosa     | Miryan         | Mencho        | Isa            |         |             |
| 4       | Juan         | Cris         | Abrahan      | Potro        | Juan     | Cris           | Potro         | Abrahan        |         |             |
| 4       | Sathya       | Yudisa       | Manuela      | Deisy        | Deisy    | Yudisa         | Tina          | Dani           |         |             |
| 4       | Dani         | Dani         | Tina         | Tina         | Sathya   | Sathya         | Sathya        | Dani           |         |             |
| Etapa 2 |              |              |              |              |          |                |               |                |         |             |
| Semana  | Sentenciados | Sentenciados | Sentenciados | Sentenciados |          | 1.er Lugar     | 2.do Lugar    | 3.er Lugar     |         | Eliminado/a |
| 5       | Andrey       | Eleazar      | Camilo       | Potro        | Camilo   | Potro          |               | Andrey         |         |             |
| 6       | Katiuska     | Sathya       | Maria C.     | Miryan       | Katiuska | Miryan         | Maria C.      | Sathya         |         |             |
| 7       |              |              |              |              |          |                |               |                |         |             |
| Lucho   |              |              |              |              |          |                |               |                |         |             |
| 8       |              |              |              |              |          |                |               |                |         |             |
| 9       |              |              |              |              |          |                |               |                |         |             |
| 10      |              |              |              |              |          |                |               |                |         |             |
| 11      |              |              |              |              |          |                |               |                |         |             |
| 12      |              |              |              |              |          |                |               |                |         |             |

## Eximiciones o retiros
| Desafío de sentencia y hambre | Desafío de sentencia y hambre | Desafío de sentencia y hambre | Desafío de sentencia y hambre | Desafío de sentencia y hambre |
| Etapa 1                       | Etapa 1                       | Etapa 1                       | Etapa 1                       | Etapa 1                       |
| Semana                        | Equipos                       | Equipos                       | Equipos                       | Equipos                       |
| ----------------------------- | ----------------------------- | ----------------------------- | ----------------------------- | ----------------------------- |
| Semana                        | Alpha                         | Beta                          | Gamma                         | Omega                         |
| 1                             | Sathya y Leo                  | Tina y Pineda                 | Yudisa y Rata                 | Maria C. y Andrey             |
| 2                             | Eleazar                       | Claudia                       | Isa y Cris                    | Myrian y Andrey               |
| 3                             | Eleazar y Juan                |                               | Isa, Zambrano y Gio           | Maria C, Julio y Andrey       |
| 4                             | Sathya, Juan, Eleazar         | Dani                          | Mencho, Gio, Cris             | Deisy, Maria C, Andrey        |
| Etapa 2                       |                               |                               |                               |                               |
| Semana                        | Equipos                       | Equipos                       | Equipos                       | Equipos                       |
| Semana                        | Alpha                         | Gamma                         | Omega                         | Omega                         |
| 5                             |                               |                               |                               |                               |
| 6                             | Tina, Deisy y Eleazar         | Rosa, Mencho y Zambrano       | Maria C y Sathya              | Maria C y Sathya              |
| 7                             | Valentina, Deisy, Lucho y Leo | Mencho, Grecia, Cris y Gio    | Maria C y Potro               | Maria C y Potro               |
| 8                             |                               |                               |                               |                               |

| Desafío de sentencia y servicios | Desafío de sentencia y servicios | Desafío de sentencia y servicios | Desafío de sentencia y servicios | Desafío de sentencia y servicios |
| Etapa 1                          | Etapa 1                          | Etapa 1                          | Etapa 1                          | Etapa 1                          |
| Semana                           | Equipos                          | Equipos                          | Equipos                          | Equipos                          |
| -------------------------------- | -------------------------------- | -------------------------------- | -------------------------------- | -------------------------------- |
| Semana                           | Alpha                            | Beta                             | Gamma                            | Omega                            |
| 1                                |                                  |                                  |                                  |                                  |
| 2                                | Cami, Leo y Juan                 | Dani, Tina y Magic               | Mencho, Yudisa, Zambrano y Rata  | Maria C, Deisy, Julio y Potro    |
| 3                                | Grecia, Leo y Lucho              | Valentina                        | Mencho, Rosa, Rata y Cris        | Miryan, Deisy, Camilo y Potro    |
| 4                                | Grecia, Leo y Lucho              | Valentina                        | Yudisa, Zambrano y Rata          | Katiuska, Miryan y Potro         |
| Etapa 2                          |                                  |                                  |                                  |                                  |
| Semana                           | Equipos                          | Equipos                          | Equipos                          | Equipos                          |
| Semana                           | Alpha                            | Gamma                            | Omega                            | Omega                            |
| 5                                | Valentina y Gero                 | Mencho y Gio                     | Sathya y Andrey                  | Sathya y Andrey                  |
| 6                                | Manuela y Gero                   | Grecia y Gio                     | Miryan                           | Miryan                           |
| 7                                |                                  |                                  |                                  |                                  |
| 8                                |                                  |                                  |                                  |                                  |

| Desafío de sentencia y bienestar | Desafío de sentencia y bienestar | Desafío de sentencia y bienestar   | Desafío de sentencia y bienestar | Desafío de sentencia y bienestar          |
| Etapa 1                          | Etapa 1                          | Etapa 1                            | Etapa 1                          | Etapa 1                                   |
| Semana                           | Equipos                          | Equipos                            | Equipos                          | Equipos                                   |
| -------------------------------- | -------------------------------- | ---------------------------------- | -------------------------------- | ----------------------------------------- |
| Semana                           | Alpha                            | Beta                               | Gamma                            | Omega                                     |
| 1                                | Manuela y Eleazar                | Valentina y Gero                   | Isa y Gio                        | Deisy y Potro                             |
| 2                                | Cami, Eleazar, Lucho y Leo       | Claudia, Valentina, Abrahan y Gero | Isa, Rosa, Zambrano, Cris y Gio  | Katiuska, Myrian, Andrey , Potro y Camilo |
| 3                                | Eleazar y Juan                   |                                    | Isa, Zambrano y Gio              | Katiuska, Julio y Andrey                  |
| 4                                | Sathya, Eleazar y Juan           | Tina                               | Rosa, Gio y Cris                 | Deisy, Maria C y Andrey                   |
| Etapa 2                          |                                  |                                    |                                  |                                           |
| Semana                           | Equipos                          | Equipos                            | Equipos                          | Equipos                                   |
| Semana                           | Alpha                            | Gamma                              | Omega                            | Omega                                     |
| 5                                | Tina, Manuela, Leo y Eleazar     | Rosa, Grecia, Zambrano y Cris      | Maria C, Myrian, Camilo y Potro  | Maria C, Myrian, Camilo y Potro           |
| 6                                | Lucho                            | Rata                               |                                  |                                           |
| 7                                |                                  |                                    |                                  |                                           |
| 8                                |                                  |                                    |                                  |                                           |

| Desafío de sentencia, premio y castigo | Desafío de sentencia, premio y castigo | Desafío de sentencia, premio y castigo | Desafío de sentencia, premio y castigo | Desafío de sentencia, premio y castigo |
| Etapa 1                                | Etapa 1                                | Etapa 1                                | Etapa 1                                | Etapa 1                                |
| Semana                                 | Equipos                                | Equipos                                | Equipos                                | Equipos                                |
| -------------------------------------- | -------------------------------------- | -------------------------------------- | -------------------------------------- | -------------------------------------- |
| Semana                                 | Alpha                                  | Beta                                   | Gamma                                  | Omega                                  |
| 1                                      | Cami, Grecia, Leo y Juan               | Dani, Tina, Magic y Pineda             | Mencho, Rosa, Zambrano y Cris          | Katiuska, Myrian, Andrey y Camilo      |
| 2                                      | Juan                                   | Dani                                   | Mencho y Rata                          | Maria C y Julio                        |
| 3                                      | Sathya, Leo y Lucho                    | Claudia                                | Mencho, Rosa, Rata y Cris              | Maria C, Deisy, Camilo y Potro         |
| 4                                      | Lucho y Leo                            |                                        | Zambrano y Rata                        | Miryan y Potro                         |
| Etapa 2                                |                                        |                                        |                                        |                                        |
| Semana                                 | Equipos                                | Equipos                                | Equipos                                | Equipos                                |
| Semana                                 | Alpha                                  | Gamma                                  | Omega                                  | Omega                                  |
| 5                                      |                                        |                                        |                                        |                                        |
| 6                                      | Tina, Valentina, Leo y Eleazar         | Mencho, Grecia, Cris y Gio             | Sathya, Maria C y Potro                | Sathya, Maria C y Potro                |
| 7                                      |                                        |                                        |                                        |                                        |
| 8                                      |                                        |                                        |                                        |                                        |

Leyenda
     Es eximido para igualar el número de participantes en un equipo.
     No es seleccionado para representar al equipo en la prueba.
     El equipo no compite y en su lugar elige a uno o dos representantes.
     No compite por accidente o enfermedad.
     El equipo no compite en la prueba al tener un participante enfermo sin reportarlo.

## Audiencia
| Registro del Índice de audiencia | Registro del Índice de audiencia | Registro del Índice de audiencia       | Registro del Índice de audiencia | Registro del Índice de audiencia |
| Ep N.º                           | Fecha                            | Descripción                            | Rating Personas                  | Posición                         |
| Julio                            | Julio                            | Julio                                  | Julio                            | Julio                            |
| -------------------------------- | -------------------------------- | -------------------------------------- | -------------------------------- | -------------------------------- |
| 1                                | 02/07/2025                       | Formación de los Equipos               | 12.9                             | Primero                          |
| 2                                | 03/07/2025                       | Desafío de Sentencia y Hambre          | 12.3                             | Primero                          |
| 3                                | 04/07/2025                       | Desafío de Sentencia y Servicios       | 11.2                             | Primero                          |
| 4                                | 07/07/2025                       | Desafío de Sentencia y Bienestar       | 12.1                             | Primero                          |
| 5                                | 08/07/2025                       | Desafío de Sentencia, Premio y Castigo | 12.6                             | Primero                          |
| 6                                | 09/07/2025                       | Desafío a Muerte                       | 12.1                             | Primero                          |
| 7                                | 10/07/2025                       | Desafío de Sentencia y Hambre          | 12.3                             | Primero                          |
| 8                                | 11/07/2025                       | Desafío de Sentencia y Servicios       | 11.0                             | Primero                          |
| 9                                | 14/07/2025                       | Desafío de Sentencia y Bienestar       | 11.0                             | Primero                          |
| 10                               | 15/07/2025                       | Desafío de Sentencia, Premio y Castigo | 9.4                              | Primero                          |
| 11                               | 16/07/2025                       | Desafío a Muerte                       | 10.8                             | Primero                          |
| 12                               | 17/07/2025                       | Desafío de Sentencia y Hambre          | 11.1                             | Primero                          |
| 13                               | 18/07/2025                       | Desafío de Sentencia y Servicios       | 9.8                              | Primero                          |
| 14                               | 21/07/2025                       | Desafío de Sentencia y Bienestar       | 10.7                             | Primero                          |
| 15                               | 22/07/2025                       | Desafío de Sentencia, Premio y Castigo | 10.5                             | Primero                          |
| 16                               | 23/07/2025                       | Desafío a Muerte                       | 11.2                             | Primero                          |
| 17                               | 24/07/2025                       | Desafío de Sentencia y Hambre          | 10.0                             | Primero                          |
| 18                               | 25/07/2025                       | Desafío de Sentencia y Servicios       | 10.4                             | Primero                          |
| 19                               | 28/07/2025                       | Desafío de Sentencia y Bienestar       | 11.8                             | Segundo                          |
| 20                               | 29/07/2025                       | Desafío de Sentencia, Premio y Castigo | 11.1                             | Primero                          |
| 21                               | 30/07/2025                       | Desafío a Muerte                       | 11.3                             | Primero                          |
| 22                               | 31/07/2025                       | Desafío de Capitanes                   | 11.6                             | Primero                          |
| Agosto                           |                                  |                                        |                                  |                                  |
| 23                               | 01/08/2025                       | Desafío Millonario                     | 9.8                              | Primero                          |
| 24                               | 04/08/2025                       | Desafío de Sentencia y Hambre          | 11.9                             | Primero                          |
| 25                               | 05/08/2025                       | Desafío de Sentencia y Servicios       | 10.0                             | Primero                          |
| 26                               | 06/08/2025                       | Desafío de Sentencia y Bienestar       | 10.4                             | Primero                          |
| 27                               | 08/08/2025                       | Desafío de Sentencia, Premio y Castigo | 10.6                             | Primero                          |
| 28                               | 11/08/2025                       | Desafío a Muerte                       | 11.7                             | Primero                          |
| 29                               | 12/08/2025                       | Desafío de Sentencia y Hambre          | 10.3                             | Primero                          |
| 30                               | 13/08/2025                       | Desafío de Sentencia y Servicios       | 11.7                             | Primero                          |
| 31                               | 14/08/2025                       | Desafío de Sentencia y Bienestar       | 11.2                             | Primero                          |
| 32                               | 15/08/2025                       | Desafío de Sentencia, Premio y Castigo | 10.0                             | Primero                          |
| 32                               | 19/08/2025                       | Desafío a Muerte                       | 9.3                              | Primero                          |

Leyenda
     Emisión más vista.
     Emisión menos vista.